# ハマヒサカキ
ハマヒサカキ（浜姫榊、学名: Eurya emarginata）は、モッコク科（サカキ科）ヒサカキ属の常緑小高木である。海岸近くに多く、同属のヒサカキより葉がまるく、分厚く、光沢があり、乾燥などに強い。海岸林に生える一般的な小高木で、風当たりの強い海岸林で密な林冠を構成するものの一つである。名前も海岸のヒサカキの意味である。別名イソシバ。
潮風や乾燥に強いことから街路樹として用いられることがある。ヒサカキのような宗教的な利用はなされないため、知名度はヒサカキより低い。

## 分布
本州では千葉県以西、四国、九州から琉球列島に見られ、国外では朝鮮南部、中国に分布する。海岸に生える。
琉球列島では変異種が多く、内陸で見られるもの、ヒサカキ（学名: Eurya japonica var. japonica）に近い形質のものも見られる。テリハヒサカキ・マメヒサカキ・ケナシハマヒサカキなどのいくつかの型に分けることが試みられたが、それらも中間型があって区分が難しい。

## 特徴
常緑低木で、高さ5メートル (m) くらいまで。直径も20センチメートル (cm) ほどになるが、根本から枝を出すことが多い。樹皮は淡灰褐色でほぼ滑らかである。一年枝は淡褐色で時に毛が密に生えるか無毛で、二年目から皮目を生じる。
葉は互生し、倒卵形で先端が円いのが特徴で、先がわずかにくぼみ、基部はくさび形、長さ2 - 4 cm。葉質は厚くて硬い。表側は深緑色で強い光沢があり、縁は波状の鋸歯があるが、葉の縁が裏側に反り返るため目立たない。小枝はやや横向きに出て、葉が二列に並び、水平に広がる。この点はヒサカキも同じだが、葉が密生しているためこの種でその印象が強い。
花期は11 - 12月。花は葉腋に1 - 3個束生し、下向きにつく。白い5枚の花弁はツボ状に寄り添う。果実は径5ミリメートル (mm) 、丸くて黒く熟する。花のつく枝ではほとんどすべての葉の根元にずらりとつく。プロパンガスに付けられた臭いと似ており、静岡県では騒ぎになったことがある。
実は黒色で鳥が好んで食べに集まってくる。
冬芽は裸芽で披針形、緑色で赤みを帯びることがある。枝先のものは大きい。前年の果実と一緒に花芽が見られ、丸くて多数つく。

## 近縁種
ヒサカキ属にはこのほかに日本に8種（変種を含む）が知られる。一般に見られるのはヒサカキで、それ以外の多くは南方離島産のものである。